# Breathless (filme)
Breathless (bra: A Força do Amor; prt: O Último Fôlego) é um filme de suspense e drama romântico estadunidense de 1983 estrelado por Richard Gere e Valérie Kaprisky. É um remake do filme francês de 1960 À bout de souffle (conhecido como Breathless em inglês) e foi lançado na França sob o título A Bout de Souffle Made in USA. O filme original é sobre uma garota americana e um criminoso francês em Paris. O remake é sobre uma garota francesa e um criminoso americano em Los Angeles. O filme foi dirigido por Jim McBride e escrito por McBride e LM Kit Carson.

## Sinopse
Jesse tem que sair rápido de Vegas e rouba um carro para dirigir até Los Angeles. No caminho, atira em um policial. Ao chegar em Los Angeles, fica com Monica, uma garota que conhece há alguns dias. À medida que o filme avança, a polícia se aproxima dele e o crime aumenta.

## Elenco
- Richard Gere como Jesse Lujack.
- Valérie Kaprisky como Monica Poiccard.
- Art Metrano como Birnbaum.
- John P. Ryan como o tenente Parmental
- Robert Dunn como o sargento Enright
- Lisa Persky como vendedora.
- James Hong como comerciante.
- Miguel Pinero como Carlito.

## Trilha sonora
1. Bad Boy - Mink DeVille
2. High School Confidential - Jerry Lee Lewis
3. Breathless - Jerry Lee Lewis
4. Final Sunset - Brian Eno
5. Wonderful World - Sam Cooke
6. Opening - Philip Glass
7. No Me Hagas Sufrir - Ismael Quintana / Eddie Palmieri
8. Suspicious Minds - Elvis Presley
9. Wind on Wind - Brian Eno
10. Wind on Water - Brian Eno and Robert Fripp
11. Jack the Ripper - Link Wray
12. 365 is my Number / The Message - King Sunny Ade
13. Celtic Soul Brothers - Dexy's Midnight Runners
14. Message of Love - The Pretenders
15. Caca de Vaca - Joe "King" Carrasco
16. Breathless - X

## Recepção
O filme arrecadou US$ 19 910 002 nos Estados Unidos.